# Nikan Jaya
Nikan Jaya is een bestuurslaag in het regentschap Lubuklinggau van de provincie Zuid-Sumatra, Indonesië. Nikan Jaya telt 3570 inwoners (volkstelling 2010).